# Dave Kusworth
Dave Kusworth (* 1960 in Birmingham; † 19. September 2020) war ein britischer Indierock-Musiker.

## Leben
Dave Kusworth war Gitarrist, Sänger und Songwriter. Er gründete im Alter von 16 mit TV Eye seine erste Band. In seinem weiteren Musikerleben spielte er in den Bands The Hawks, Dogs D’Amour, Jacobites, Dave Kusworth & The Bounty Hunters, Dave Kusworth & the Tenderhooks, Dave Kusworth Group und Dave Kusworth & Los Tupper.
Ein größerer kommerzieller Erfolg blieb Dave Kusworth versagt. Seine erfolgreichsten Zeit war die Zusammenarbeit mit Nikki Sudden in der Band Jacobites. Das Jacobites-Album Robespierre’s Velvet Basement, an dem auch Nikki Suddens Bruder Epic Soundtracks mitwirkte, gilt unter Indierock-Kennern als Highlight in Dave Kusworths Schaffen.

Der Kulturwissenschaftler Christoph Jacke, der in den 1990er Jahren Tourbegleiter von Dave Kusworth war, beschreibt Kusworths Stil so: 
„Kusworth hat jedenfalls mit all seinen Bands doch auch einige Indie Evergreens und ohrwurmhafte Mini-Hits zwischen Rock, Glam, Punk, Folk, New Wave, Jangle, Brit Pop, Indie und Alternative jenseits des blöden Stadion- oder Cock-Rocks geschaffen und performt und ganz nebenbei etwa Frisuren- und Mode-Antistile etabliert und damit einen Haufen sehr große Fans und Lookalikes weltweit hinterlassen.“
Dave Kusworth starb in der Nacht vom 18. auf den 19. September 2020 im Schlaf.

## Diskographie (Auswahl)

### Jacobites
- 1984: Jacobites
- 1984: Shame for the Angels (EP)
- 1985: Robespierre’s Velvet Basement
- 1985: Pin Your Heart To Me (EP)
- 1985: Lost In A Sea Of Scarves
- 1993: Howling Good Times
- 1995: Old Scarlett
- 1995: Kiss Of Life
- 1998: God Save Us Poor Sinners
- 1998: Teenage Christmas (Single)
- 2011: The Otter Song / Apartment To Compartment (Single)

### Dave Kusworth (Solo)
- 1987: The Bounty Hunters
- 1991: All the Heartbreak Stories
- 1996: Princess Thousand Beauty
- 2008: Tambourine Girl

### Dave Kusworth & The Bounty Hunters
- 1988: Wives Weddings & Roses
- 1989: Threads A Tear Stained Scar

### Dave Kusworth & the Tenderhooks
- 2001: Her Name In The Rocks
- 2001: English Disco
- 2003: Dave Kusworth & the Tenderhooks
- 2004: Like „Wonderland Avenue“ In A Cold Climate

### The Dave Kusworth Group
- 2006: Silver Blades
- 2009: The Brink

### Dave Kusworth & Los Tupper
- 2012: Throwing Rocks In Heaven
- 2019: Cinderella’s Shoes